# Salão de Maio
O Salão de Maio foi idealizado e batizado por Quirino da Silva e conheceu três edições, em 1937, 1938 e 1939, na cidade de São Paulo. A criação do Salão de Maio vinha na esteira de uma série de iniciativas que atravessaram a década de 1930, com vistas a consolidar as pesquisas artísticas modernas no país, após as experimentações estéticas da década anterior.  O intuito dessas exposições coletivas foi criar um espaço para a arte moderna nacional, bem como promover o intercâmbio com a produção internacional, o que se deu principalmente a partir do 2º Salão, em 1938. Foi promovido com fundos levantados por Quirino junto à personalidades da elite paulistana e à Prefeitura de São Paulo.
O catálogo que acompanhou a primeira mostra destacava o caráter da iniciativa: ser uma coletiva de arte moderna, e retomar, com diferenças, o caminho aberto pela Sociedade Pró-Arte Moderna (SPAM), criada em 1932 por Lasar Segall, entre outros. Foi um dos poucos eventos modernistas a divulgar a arte abstrata estrangeira 
no Brasil.
Os três Salões de Maio parecem, segundo alguns críticos, mais afinados com um caráter vanguardista do que os salões da Família Artística Paulista que se realizaram quase concomitantemente. O crítico Geraldo Ferraz, um dos organizadores do Salão de Maio, é um dos que frisaram o seu caráter experimentalista. Apesar das polêmicas e das diferenças, vários artistas participaram tanto dos salões da Família Artística Paulista quanto dos Salões de Maio e, em ambos eventos, podem ser encontradas obras bem conservadoras ao lado de outras mais afinadas com o estilo moderno.

## Edições

### Primeiro salão
O primeiro salão, realizado no grill room do Hotel Esplanada, a partir de 25 de maio de 1937, conheceu sucesso de público e crítica. Dele só participam artistas nacionais ou residentes no Brasil. Foram eles: Tarsila do Amaral, Hugo Adami, Victor Brecheret, Lívio Abramo, Waldemar da Costa, Alberto da Veiga Guignard, Cícero Dias, Lasar Segall, Ernesto de Fiori, Mussia Pinto Alves, Oswald de Andrade Filho, Ester Bessel, Gino Bruno, Flávio de Carvalho, Cícero Dias, Lucy Citti Ferreira, Odete de Freitas, Vittorio Gobbis, Antonio Gomide, Tomoo Handa, Yolanda Mohalyi, Elisabeth Nobling, Nelson Nóbrega, Cândido Portinari, Madaleine Roux, Santa Rosa, Lasar Segall, Carlos Prado,  Quirino da Silva, Maxito Hasson e Alfredo Herculano.
Nesse evento também foram realizadas palestras, como: Álvaro Moreyra sobre “Uma porção de coisas”; Flávio de Carvalho sobre “O aspecto mórbido e
psicológico da arte moderna”; o futurista italiano Anton Giulio Bragaglia, com duas palestras, sobre “As tendências modernas na cenografia” e  “Conversação”.
Sem júri nem premiação, a mostra se concentrava na venda e divulgação dos trabalhos.

### Segundo salão
O segundo salão, inaugurado em 27 de junho de 1938 e instalado no mesmo Hotel Esplanada, é considerado por alguns críticos, como o melhor em qualidade. Por intermédio de Flávio de Carvalho, contou com forte participação estrangeira, entre abstracionistas ingleses como Erik Smith, Roland Penrose, John Banting e Ben Nicholson, e mexicanos como o gravador Leopoldo Méndez e o pintor Dias de León. Os mexicanos parecem ter sido trazidos por Jorge Amado que extra-oficialmente fez parte da organização do evento.
Entre os artistas nacionais participaram Guignard, Alfredo Volpi, Tarsila do Amaral, Antonio Gomide, Victor Brecheret, Di Cavalcanti, Oswaldo Goeldi, Rossi Osir e Manuel Martins, entre outros.
Houve conferências de Jean Maugue, Roger Bastide e Carlos Pinto Alves, além de palestras de Elias Chaves Neto, Jorge Amado, Geraldo Ferraz e Aníbal Machado.
O Segundo Salão foi um sucesso de vendas.

### Terceiro salão
O terceiro Salão de Maio, inaugurado em 1939, e realizado desta vez na Galeria Ita, à rua Barão de Itapetininga, em São Paulo. Foi de exclusiva responsabilidade de Flávio de Carvalho, devido a desavenças entre a comissão organizadora e Carvalho, que havia registrado o evento como sendo de sua propriedade. Com 39 artistas, a mostra trouxe Clóvis Graciano e Fulvio Pennacchi, além dos artistas nacionais presentes nas edições anteriores, mas o grande destaque ficou por conta da participação estrangeira composta por Alexander Calder, Josef Albers e Alberto Magnelli.
Com essa terceira exposição, encerrou-se o Salão de Maio.